# Torneo Sub-20 de la Concacaf 1992
El Torneo Sub-20 de la CONCACAF 1992 fue el torneo clasificatorio rumbo a la Copa Mundial de Fútbol Sub-20 de 1993 y contó con la participación de 11 selecciones juveniles de América del Norte, América Central y el Caribe.
México fue el vencedor del torneo tras ser la selección que hizo más puntos en la fase final disputada en Canadá.

## Participantes
| Región                   | Clasificación            | Participantes                                                  |
| ------------------------ | ------------------------ | -------------------------------------------------------------- |
| Caribe (CFU)             | Eliminatoria             | Cuba Guadalupe Jamaica Antillas Neerlandesas Trinidad y Tobago |
| Caribe (CFU)             | Clasificación Automática | Bermudas                                                       |
| América Central (UNCAF)  | Clasificación Automática | Costa Rica Honduras                                            |
| América del Norte (NAFU) | Clasificación Automática | Canadá (anfitrión) México Estados Unidos                       |

## Primera ronda

### Grupo A
| País      | J | G | E | P | GF | GC | GD | Pts |
| --------- | - | - | - | - | -- | -- | -- | --- |
| Canadá    | 2 | 2 | 0 | 0 | 9  | 3  | +6 | 4   |
| Cuba      | 2 | 1 | 0 | 1 | 4  | 5  | –1 | 2   |
| Guadalupe | 2 | 0 | 0 | 2 | 2  | 7  | –5 | 0   |

| 3 de mayo de 1992 | Guadalupe | 2–4 | Canadá |  |  |

| 5 de mayo de 1992 | Cuba | 3–0 | Guadalupe |  |  |

| 7 de mayo de 1992 | Canadá | 5–1 | Cuba |  |  |

### Grupo B
En este grupo, Honduras clasificó a la fase final como el mejor segundo puesto de los tres grupos.
| País                  | J | G | E | P | GF | GC | GD  | Pts |
| --------------------- | - | - | - | - | -- | -- | --- | --- |
| México                | 3 | 2 | 1 | 0 | 7  | 1  | +6  | 5   |
| Honduras              | 3 | 2 | 1 | 0 | 6  | 1  | +5  | 5   |
| Jamaica               | 3 | 1 | 0 | 2 | 3  | 4  | –1  | 2   |
| Antillas Neerlandesas | 3 | 0 | 0 | 3 | 0  | 10 | –10 | 0   |

| 3 de mayo de 1992 | Antillas Neerlandesas | 0–5 | México |  |  |

| 3 de mayo de 1992 | Jamaica | 1–2 | Honduras |  |  |

| 5 de mayo de 1992 | Honduras | 4–0 | Antillas Neerlandesas |  |  |

| 5 de mayo de 1992 | México | 2–1 | Jamaica |  |  |

| 7 de mayo de 1992 | Jamaica | 1–0 | Antillas Neerlandesas |  |  |

| 7 de mayo de 1992 | México | 0–0 | Honduras |  |  |

### Grupo C
| País              | J | G | E | P | GF | GC | GD | Pts |
| ----------------- | - | - | - | - | -- | -- | -- | --- |
| Estados Unidos    | 3 | 3 | 0 | 0 | 9  | 0  | +9 | 6   |
| Costa Rica        | 3 | 1 | 1 | 1 | 4  | 2  | +2 | 3   |
| Trinidad y Tobago | 3 | 0 | 2 | 1 | 0  | 2  | –2 | 2   |
| Bermudas          | 3 | 0 | 1 | 2 | 0  | 9  | –9 | 1   |

| 3 de mayo de 1992 | Estados Unidos | 5–0 | Bermudas |  |  |

| 3 de mayo de 1992 | Costa Rica | 0–0 | Trinidad y Tobago |  |  |

| 5 de mayo de 1992 | Costa Rica | 4–0 | Bermudas |  |  |

| 5 de mayo de 1992 | Trinidad y Tobago | 0–2 | Estados Unidos |  |  |

| 7 de mayo de 1992 | Bermudas | 0–0 | Trinidad y Tobago |  |  |

| 7 de mayo de 1992 | Estados Unidos | 2–0 | Costa Rica |  |  |

## Fase final
| País           | J | G | E | P | GF | GC | GD | Pts |
| -------------- | - | - | - | - | -- | -- | -- | --- |
| México         | 3 | 1 | 2 | 0 | 4  | 1  | +3 | 4   |
| Estados Unidos | 3 | 2 | 0 | 1 | 6  | 4  | +2 | 4   |
| Canadá         | 3 | 1 | 1 | 1 | 3  | 3  | 0  | 3   |
| Honduras       | 3 | 0 | 1 | 2 | 0  | 5  | –5 | 1   |

| 10 de mayo de 1992 | Canadá | 1–0 | Honduras |  |  |

| 10 de mayo de 1992 | México | 3–0 | Estados Unidos |  |  |

| 12 de mayo de 1992 | Honduras | 0–4 | Estados Unidos |  |  |

| 12 de mayo de 1992 | Canadá | 1–1 | México |  |  |

| 14 de mayo de 1992 | México | 0–0 | Honduras |  |  |

| 14 de mayo de 1992 | Estados Unidos | 2–1 | Canadá |  |  |

## Campeón
| Torneo Sub-20 de la Concacaf 1992 |
| --------------------------------- |
| Bandera de México                 |
| México 10º Título                 |

## Clasificados al Mundial Sub-20
| - México | - Estados Unidos |